# Ilisha
Ilisha is een geslacht van straalvinnige vissen uit de familie haringen, sardienen en pellona's (Pristigasteridae).

## Soorten
- Ilisha africana (Bloch, 1795)
- Ilisha amazonica (Miranda Ribeiro, 1920)
- Ilisha compressa Randall, 1994
- Ilisha elongata (Bennett, 1830)
- Ilisha filigera (Valenciennes, 1847)
- Ilisha fuerthii (Steindachner, 1875)
- Ilisha kampeni (Weber & de Beaufort, 1913)
- Ilisha lunula Kailola, 1986
- Ilisha macrogaster Bleeker, 1866
- Ilisha melastoma (Bloch & Schneider, 1801)
- Ilisha megaloptera (Swainson, 1839)
- Ilisha novacula (Valenciennes, 1847)
- Ilisha obfuscata Wongratana, 1983
- Ilisha pristigastroides (Bleeker, 1852)
- Ilisha sirishai Seshagiri Rao, 1975
- Ilisha striatula Wongratana, 1983